# Blood Will Tell
Blood Will Tell: Tezuka Osamu's Dororo, sorti sous le titre Dororo (どろろ) au Japon, est un jeu vidéo de PlayStation 2 édité par Sega. Il est basé sur le manga Dororo créé par Osamu Tezuka.

## Accueil
- Jeuxvideo.com : 12/20[2]